# Партия крестьян, ремесленников и бюргеров
Партия крестьян, ремесленников и независимых (фр. Parti des paysans, artisans et indépendants), или Партия крестьян, ремесленников и бюргеров (нем. Bauern-, Gewerbe- und Bürgerpartei) — бывшая политическая партия Швейцарии правого толка. Сформировалась в 1936 году из разнообразных кантональных фермерских партий, возникших во время Первой мировой войны, в частности, в Цюрихе в 1917 году и в Берне в 1918 году.

## История
В ноябре 1917 года Рудольф Мингер основал Бернскую партию крестьян, ремесленников и независимых. Партия была представлена в Федеральном совете кантонального правительства, начиная с 1920 года. Кроме кантона Берн, была представлена в кантонах Аргау,  Базель-Ланд, Фрибур, Шаффхаузен, Тичино, Тургау, Цюрих и Цюрих.
Рудольф Мингер входил в Федеральный совет Швейцарии в 1929—1940 годах. Впоследствии в совет входили его однопартийцы Эдуард фон Штейгер (1941—1951), Маркус Фельдман (1952—1958), Вален, Фридрих Трауготт (1959—1965) и Гнеги, Рудольф (1966—1979).
В 1971 году партия объединилась с Демократической партией кантонов Гларус и Граубюнден и образовала Швейцарскую народную партию.

## Участие в выборах
| Год выборов | % Голосов | Национальный совет | Совет кантонов |
| ----------- | --------- | ------------------ | -------------- |
| 1919        | 15,3 %    | 30 из 189          | 1 из 44        |
| 1922        | 16,1 %    | 34 из 198          | 1 из 44        |
| 1925        | 15,6 %    | 30 из 198          | 1 из 44        |
| 1928        | 15,8 %    | 31 из 198          | 3 из 44        |
| 1931        | 15,3 %    | 30 из 187          | 3 из 44        |
| 1935        | 11,0 %    | 21 из 187          | 3 из 44        |
| 1939        | 14,7 %    | 22 из 187          | 4 из 44        |
| 1943        | 11,6 %    | 22 из 194          | 4 из 44        |
| 1947        | 12,1 %    | 21 из 194          | 4 из 44        |
| 1951        | 12,6 %    | 23 из 196          | 3 из 44        |
| 1955        | 12,1 %    | 22 из 196          | 3 из 44        |
| 1959        | 11,6 %    | 23 из 196          | 3 из 44        |
| 1963        | 11,4 %    | 22 из 200          | 4 из 44        |
| 1967        | 11,0 %    | 21 из 200          | 3 из 44        |

- Кантональная партия крестьян, ремесленников и бюргеров (1919—1931)
- Партия крестьян, ремесленников и бюргеров (9 кантонов, 1939)